# Бічер (Вісконсин)
Бічер (англ. Beecher) — місто (англ. town) в США, в окрузі Марінетт штату Вісконсин. Населення — 786 осіб (2020).

## Демографія
Згідно з переписом 2010 року, у місті мешкали 724 особи в 331 домогосподарстві у складі 212 родин. Було 1097 помешкань
Расовий склад населення:
| - 98,1 % — білих - 0,4 % — азіатів - 0,3 % — вихідців з тихоокеанських островів - 0,3 % — корінних американців |

До двох чи більше рас належало 1,0 %. Частка іспаномовних становила 2,3 % від усіх жителів.
За віковим діапазоном населення розподілялося таким чином: 18,8 % — особи молодші 18 років, 61,2 % — особи у віці 18—64 років, 20,0 % — особи у віці 65 років та старші. Медіана віку мешканця становила 49,9 року. На 100 осіб жіночої статі у місті припадало 109,2 чоловіків;  на 100 жінок у віці від 18 років та старших — 109,3 чоловіків також старших 18 років.
Середній дохід на одне домашнє господарство  становив 44 567 доларів США (медіана — 34 881), а середній дохід на одну сім'ю — 54 448 доларів (медіана — 39 667). Медіана доходів становила 52 500 доларів для чоловіків та 33 214 долари для жінок. За межею бідності перебувало 17,0 % осіб, у тому числі 16,5 % дітей у віці до 18 років та 9,2 % осіб у віці 65 років та старших.
Цивільне працевлаштоване населення становило 236 осіб. Основні галузі зайнятості: освіта, охорона здоров'я та соціальна допомога — 25,0 %, виробництво — 18,2 %, роздрібна торгівля — 13,1 %, транспорт — 11,4 %.